# 加卡帕里龍屬
加卡帕里龍屬（學名：Jaklapallisaurus）是原蜥腳下目黑水龙科恐龍的一屬，生存於三疊紀晚期的印度。
正模標本（編號ISI R274）是一個身體骨骼，發現於印度東南部的安得拉邦，屬於馬拉利組（Maleri Formation）上層，地質年代相當於諾利階晚期到雷蒂亞階早期。除了正模標本，還發現一個部分右股骨（編號ISI R279），來自於Dharmaram組的下層，地質年代也是諾利階到雷蒂亞階的交界。
在2011年，古生物學家費爾南多·諾瓦斯、薩克·查特吉（Sankar Chatterjee）等人將這些化石進行敘述、命名，模式種是不對稱加卡帕里龍（J. asymmetrica）。屬名來自於化石發現處附近的Jaklapalli城鎮；種名則意為「不對稱」，意指距骨的末端形狀相當不對稱。
根據同分研究裡的親緣分支分類法分析，諾瓦斯等人發現板龍科的有效種形成一個大型複系群。在同一地區除了發現加卡帕里龍，還有基礎蜥腳形亞目的南巴爾龍、某種瓜巴龍科、兩種基礎恐龍形類的化石。